# عبد الجليل شاه الخامس
السلطان عبد الجليل معظم شاه خليفة المؤمنين بن السلطان سليمان بدر العالم شاه (11 مارس 1738–29 يناير 1761) هو السلطان الثالث عشر من سلاطين جوهر وفهغ ورياو ولينقا وتوابعهما، حكم من 1760 إلى 1761.
وهو الابن الثاني لسلطان جوهر الثاني عشر سليمان بدر العالم شاه. تم تنصيبه وريثًا للعرش باسم راجا مودا في أكتوبر 1759. وتولى العرش بعد وفاة والده في 20 أغسطس 1760. انتهى عهده بعد أقل من عام عندما توفي بالسم في كوالا سلاغور في 29 يناير 1761. دفن في باتانجان.